# Muzeum Niepodległości Ecel

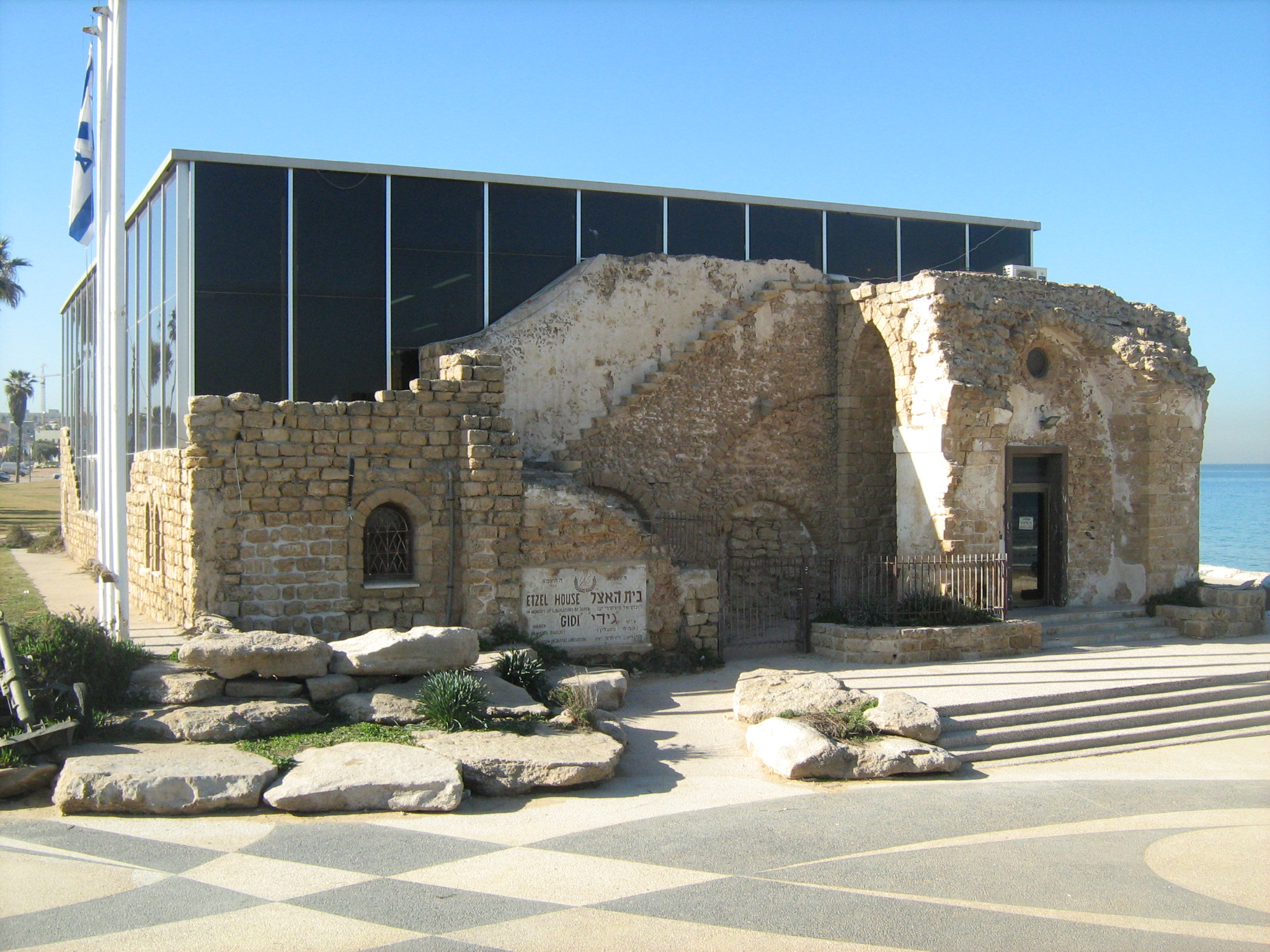
Muzeum Niepodległości Ecel

Muzeum Niepodległości Ecel (hebr. מוזיאון האצ"ל בתש"ח) imienia Amichai Paglin, nazywane także Beit Gidi (hebr. בית גידי, Dom Gedeona) – muzeum położone w osiedlu Menaszijja, w mieście Tel Awiw, w Izraelu.
Muzeum gromadzi dokumenty, publikacje i zdjęcia związane z historią działalności żydowskiej podziemnej organizacji paramilitarnej Irgun (hebr. ארגון), zwanej w skrócie Ecel (hebr. אצ"ל).

## Położenie
Muzeum ma swoją siedzibę przy nadmorskiej promenadzie w osiedlu Menaszijja, w zachodniej części miasta Tel Awiw. W jego bezpośrednim sąsiedztwie znajduje się Park Charlesa Clore’a.

## Historia
Budynek w którym obecnie mieści się muzeum, został wybudowany w 1900 przez żydowskiego biznesmena. Gdy w 1914 wyjechał on do Rosji, nieruchomość przeszła w arabskie ręce i służyła celom mieszkalno-handlowym. Po arabskich zamieszkach 1929 na poddaszu budynku mieszkała żydowska rodzina, która wyprowadziła się podczas kolejnych rozruchów arabskich w 1936.
Podczas wojny domowej w Mandacie Palestyny (1947–1948) pomiędzy arabskim osiedlem Menaszijja a żydowskim osiedlem Newe Cedek przebiegała linia frontu. W kwietniu 1948 podczas operacji Chametz oddziały Hagany i Irgunu zajęły ten teren. W pobliżu tego budynku znajdował się jeden z ostatnich punktów arabskiego oporu w osiedlu Menaszijja. Podczas walk budynek został poważnie uszkodzony.
Gdy pod koniec lat 70. XX wieku władze miejskie przystąpiły do wyburzania zabudowy osiedla, byli członkowie Irgunu zaproponowali utworzenie w tym budynku nowego muzeum. Miał to być swoisty pomnik poświęcony żołnierzom Irgunu, którzy zginęli podczas walk. Inicjatorem powstania muzeum był major David Elazar, który został jego pierwszym dyrektorem. Projekt przygotowali architekci Amnon Niv, Amnon Schwartz i Dan Schwartz, którzy zaproponowali połączenie pozostałości starego budynku z nową bryłą wykonaną z czarnego szkła i stali. W ten sposób uzyskano ostry kontrast pomiędzy starym i nowym. W 1983 nastąpiło uroczyste otwarcie muzeum, początkowo pod nazwą Muzeum Pamięci Wyzwolenia Jafy imienia Amichai Paglin. W uroczystości otwarcia uczestniczył Menachem Begin. Później muzeum stało się jednostką muzealną Ministerstwa Obrony, i zmieniło nazwę na obecną.

## Zbiory Muzeum
Zbiory muzeum pokazują historię powstania i działalność organizacji Irgun, której celem było zapewnienie Żydom wolnego dostępu do Palestyny. Zwiedzający mogą poznać historię walki Irgunu z Arabami oraz z Brytyjczykami sprawującymi kontrolę nad Mandatem Palestyny. W sposób szczególny muzeum koncentruje się na wydarzeniach związanych z zajęciem Jafy. Podczas walk o miasto zginęło wówczas 41 członków Irgunu.
Na ekspozycjach muzealnych można obejrzeć uzbrojenie, dokumenty historyczne, fotografie, filmy, wycinki z gazet i map. Dla zwiedzających udostępniona jest aula dla 150 osób oraz biblioteka.